# رحمانیه (تصوف)

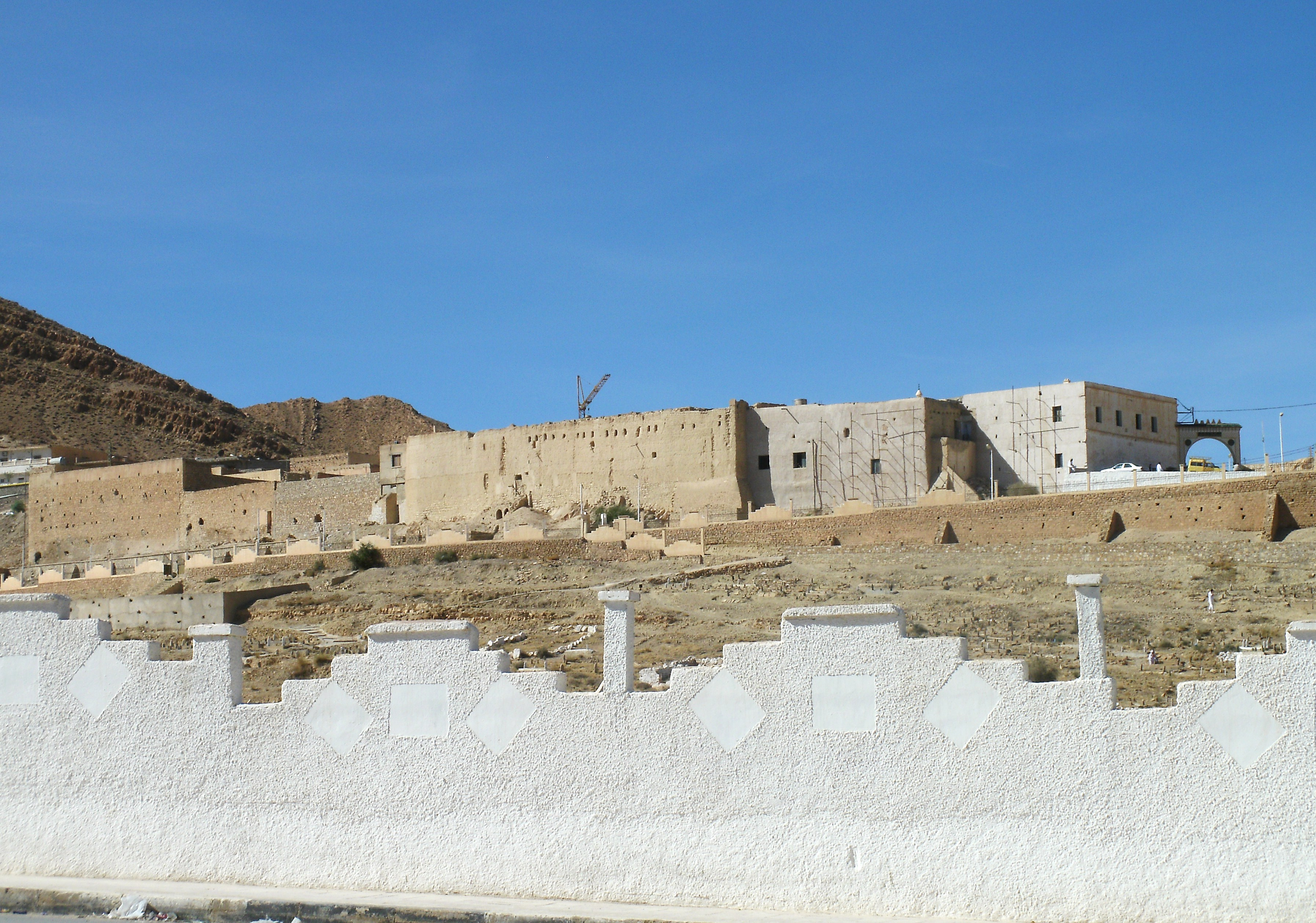
مدفن امحمد بن عبد الرحمن زواوی

رحمانیه از جمله طریقت‌های تصوف اهل سنت است. رحمانیان از پیروان شیخ أمحمد بن عبد الرحمن (تولد ۱۷۲۰ ق)، ملقب به سيدي بوقبرين الازهري.

## تاریخچه
بنیانگذار رحمانیه را امحمد بن عبد الرحمن زواوی می‌دانند که در بونوح الجزاير مدفون است.

## الجزایر
در الجزایر این برادری صوفیانه گسترده است و پیروان بسیاری به آن وابسته هستند.